# فلورنت ریمی
فلورنت ریمی (انگلیسی: Florent Raimy؛ زادهٔ ۷ فوریهٔ ۱۹۸۶) بازیکن فوتبال اهل بنین است.
از باشگاه‌هایی که در آن بازی کرده‌است می‌توان به باشگاه فوتبال موستا و باشگاه فوتبال سدان اشاره کرد.
وی همچنین در تیم ملی فوتبال بنین بازی کرده‌است.